# Чорбог (Шахритусский район)
Чорбо́г (тадж. Чорбоғ) — село в Хатлонской области Республики Таджикистан. 
Административно входит в состав джамоата (сельской общины) Пахтаобод Шахритусского района.
Находится на расстоянии 43 км от райцентра (пгт. Шахритус) и 2 км от центра джамоата (село Устокорон).
Название села означает «четыресадье». 
Прежнее название — Бешчорбог (Бешчорбак), до 2012 года.
Население — 1738 чел. (2017).